# Hot (álbum de Inna)
Hot é o álbum de estreia gravado pela artista romena Inna. Foi lançado na Polônia em 4 de agosto de 2009 e na Rússia em 22 de setembro de 2009 pelo seu selo romeno Roton Records. O álbum entrou para o Polish Albums Chart em agosto de 2009 e para a faixa de álbuns da República Checa em fevereiro de 2010, estreando e atingindo o número 28 e o número sete, respectivamente. A versão Standard Edition possui onze faixas, enquanto a edição romena contém quatorze faixas, sendo uma delas a nova música gravada "10 Minutes". A trilha também foi parte do lançamento do álbum novo, em certos países, na Primavera de 2010. Cinco singles foram retirados de "Hot": a faixa-título é o mais bem-sucedido, enquanto a música "Déjà Vu" é uma canção de Bob Taylor, em que Inna aparece como um artista de destaque. O single "Amazing" foi um enorme sucesso na França, estreando no número dois na France Top 100 Singles Chart.

## Faixas
| Standard Edition 2009 |                               |         |  |
| N.º                   | Título                        | Duração |  |
| 1.                    | "Hot"                         | 3:38    |  |
| 2.                    | "Love"                        | 3:40    |  |
| 3.                    | "Nights & Days"               | 3:23    |  |
| 4.                    | "Fever"                       | 3:26    |  |
| 5.                    | "Left Right"                  | 4:29    |  |
| 6.                    | "Amazing"                     | 3:25    |  |
| 7.                    | "Don't Let The Music Die"     | 3:36    |  |
| 8.                    | "On & On"                     | 4:39    |  |
| 9.                    | "Ladies"                      | 5:08    |  |
| 10.                   | "Déjà Vu" (Bob Taylor & Inna) | 4:20    |  |
| 11.                   | "On & On" (Chillout Mix)      | 4:00    |  |

| Czech Republic Edition 2010 bonus Tracks |                                      |         |  |
| N.º                                      | Título                               | Duração |  |
| 12.                                      | "10 Minutes" (Play & Win Radio Edit) | 3:19    |  |
| 13.                                      | "Hot" (Play & Win Club Version)      | 5:03    |  |
| 14.                                      | "Hot" (Malibu Breeze Remix)          | 6:52    |  |
| 15.                                      | "Love" (Club Version)                | 5:01    |  |
| 16.                                      | "Love" (DJ Andi Remix)               | 5:41    |  |
| 17.                                      | "10 Minutes" (Play & Win Club Remix) | 4:09    |  |

| Romanian Edition 2010 and Brazilian Edition |                                      |         |  |
| N.º                                         | Título                               | Duração |  |
| 1.                                          | "Hot"                                | 3:40    |  |
| 2.                                          | "10 Minutes"                         | 3:19    |  |
| 3.                                          | "Love"                               | 3:40    |  |
| 4.                                          | "Amazing"                            | 3:29    |  |
| 5.                                          | "Déjà Vu" (Bob Taylor & Inna)        | 4:24    |  |
| 6.                                          | "Days Nights"                        | 3:26    |  |
| 7.                                          | "Fever"                              | 3:24    |  |
| 8.                                          | "Left Right"                         | 4:43    |  |
| 9.                                          | "Don't Let The Music Die"            | 3:38    |  |
| 10.                                         | "On & On"                            | 4:39    |  |
| 11.                                         | "Ladies"                             | 5:11    |  |
| 12.                                         | "Hot" (U.S. Radio Version)           | 3:46    |  |
| 13.                                         | "On & On" (Chillout Mix)             | 4:02    |  |
| 14.                                         | "10 Minutes" (Play & Win Club Remix) | 4:09    |  |

| International Re-Release 2010 |                               |         |  |
| N.º                           | Título                        | Duração |  |
| 1.                            | "Hot"                         | 3:40    |  |
| 2.                            | "Déjà Vu" (Bob Taylor & Inna) | 4:24    |  |
| 3.                            | "Fever"                       | 3:24    |  |
| 4.                            | "Love"                        | 3:40    |  |
| 5.                            | "Amazing"                     | 3:29    |  |
| 6.                            | "Don't Let The Music Die"     | 3:38    |  |
| 7.                            | "10 Minutes"                  | 3:21    |  |
| 8.                            | "On & On"                     | 4:39    |  |
| 9.                            | "Ladies"                      | 5:11    |  |
| 10.                           | "Left Right"                  | 4:43    |  |
| 11.                           | "Days Nights"                 | 3:26    |  |
| 12.                           | "On & On" (Chillout Mix)      | 4:02    |  |

| French Edition 2010 |                                                       |         |  |
| N.º                 | Título                                                | Duração |  |
| 1.                  | "Hot" (Play & Win Radio Edit)                         | 3:39    |  |
| 2.                  | "Amazing"                                             | 3:27    |  |
| 3.                  | "Love" (Play & Win Radio Edit)                        | 3:38    |  |
| 4.                  | "Déjà Vu" (Bob Taylor & Inna - Play & Win Radio Edit) | 4:21    |  |
| 5.                  | "10 Minutes"                                          | 3:18    |  |
| 6.                  | "On & On" (Chillout Mix)                              | 4:00    |  |
| 7.                  | "Days Nights"                                         | 3:24    |  |
| 8.                  | "Fever"                                               | 3:33    |  |
| 9.                  | "Don't Let The Music Die"                             | 3:23    |  |
| 10.                 | "Ladies"                                              | 5:06    |  |
| 11.                 | "Left Right"                                          | 4:29    |  |
| 12.                 | "Hot" (Play & Win Club Version)                       | 5:03    |  |
| 13.                 | "Amazing" (Play & Win Club Version)                   | 4:30    |  |

| French Deluxe Edition 2010: Very Hot |                                                       |         |  |
| N.º                                  | Título                                                | Duração |  |
| 1.                                   | "Hot" (Play & Win Radio Version)                      | 3:39    |  |
| 2.                                   | "Amazing" (Radio Edit)                                | 3:27    |  |
| 3.                                   | "Love" (Play & Win Radio Edit)                        | 3:38    |  |
| 4.                                   | "Déjà Vu" (Bob Taylor & Inna - Play & Win Radio Edit) | 4:21    |  |
| 5.                                   | "10 Minutes"                                          | 3:18    |  |
| 6.                                   | "On & On" (Chillout Mix)                              | 4:00    |  |
| 7.                                   | "Days Nights"                                         | 3:24    |  |
| 8.                                   | "Fever"                                               | 3:33    |  |
| 9.                                   | "Don't Let The Music Die"                             | 3:23    |  |
| 10.                                  | "Ladies"                                              | 5:06    |  |
| 11.                                  | "Left Right"                                          | 4:29    |  |
| 12.                                  | "I Need You For Christmas"                            | 2:45    |  |
| 13.                                  | "Hot" (Daz Bailey Vocal Mix)                          | 7:26    |  |
| 14.                                  | "On & On" (Original Album Version)                    | 4:39    |  |
| 15.                                  | "Love" (Club Version)                                 | 5:01    |  |

| Spanish Edition 2010 |                                 |         |  |
| N.º                  | Título                          | Duração |  |
| 1.                   | "Hot"                           | 3:40    |  |
| 2.                   | "10 Minutes"                    | 3:19    |  |
| 3.                   | "Love"                          | 3:40    |  |
| 4.                   | "Amazing"                       | 3:29    |  |
| 5.                   | "Déjà Vu" (Bob Taylor & Inna)   | 4:24    |  |
| 6.                   | "On & On"                       | 4:39    |  |
| 7.                   | "Days Nights"                   | 3:26    |  |
| 8.                   | "Fever"                         | 3:24    |  |
| 9.                   | "Left Right"                    | 4:43    |  |
| 10.                  | "Don't Let The Music Die"       | 3:38    |  |
| 11.                  | "Ladies"                        | 5:11    |  |
| 12.                  | "On & On" (Chillout Mix)        | 4:02    |  |
| 13.                  | "Un Momento" (feat. Juan Magan) | 3:39    |  |

| French Re-Release 2011 |                                                       |         |  |
| N.º                    | Título                                                | Duração |  |
| 1.                     | "Sun Is Up" (Play & Win Radio Edit)                   | 3:46    |  |
| 2.                     | "Hot" (Play & Win Radio Edit)                         | 3:38    |  |
| 3.                     | "Amazing"                                             | 3:28    |  |
| 4.                     | "10 Minutes" (Play & Win Radio Edit)                  | 3:20    |  |
| 5.                     | "Déjà Vu" (feat. Bob Taylor - Play & Win Radio Edit)  | 4:23    |  |
| 6.                     | "Love" (Play & Win Radio Edit)                        | 3:39    |  |
| 7.                     | "On & On" (Chillout Mix)                              | 4:01    |  |
| 8.                     | "Days Night"                                          | 3:27    |  |
| 9.                     | "Fever"                                               | 3:26    |  |
| 10.                    | "Don't Let the Music Die"                             | 3:39    |  |
| 11.                    | "Ladies"                                              | 5:07    |  |
| 12.                    | "Left Right"                                          | 4:31    |  |
| 13.                    | "I Need You For Christmas" (Play & Win Radio Version) | 2:44    |  |

| UK Edition 2011 |                              |         |  |
| N.º             | Título                       | Duração |  |
| 1.              | "Sun Is Up"                  | 3:46    |  |
| 2.              | "Hot"                        | 3:38    |  |
| 3.              | "Amazing"                    | 3:28    |  |
| 4.              | "10 Minutes"                 | 3:20    |  |
| 5.              | "Déjà Vu" (feat. Bob Taylor) | 4:23    |  |
| 6.              | "Love"                       | 3:39    |  |
| 7.              | "On & On"                    | 4:39    |  |
| 8.              | "Days Night"                 | 3:27    |  |
| 9.              | "Fever"                      | 3:26    |  |
| 10.             | "Don't Let the Music Die"    | 3:39    |  |
| 11.             | "Ladies"                     | 5:07    |  |
| 12.             | "Left Right"                 | 4:31    |  |

| UK iTunes Bonus Tracks |                                                     |         |  |
| N.º                    | Título                                              | Duração |  |
| 13.                    | "Un Momento" (feat. Juan Magan)                     | 3:23    |  |
| 14.                    | "Sun Is Up" (Cahill Radio Edit)                     | 3:25    |  |
| 15.                    | "Hot" (Cahill Radio Edit)                           | 3:01    |  |
| 16.                    | "Amazing" (Buzz Junkies Radio Edit)                 | 3:31    |  |
| 17.                    | "10 Minutes" (Hi Def Radio Edit)                    | 3:31    |  |
| 18.                    | "Déjà Vu" (feat. Bob Taylor) (Wideboys Stadium Mix) | 3:19    |  |

## Paradas e certificações
| Parada (2009–2011)              | Melhor posição |
| ------------------------------- | -------------- |
| Belgium Albums Chart (Flanders) | 37             |
| Belgium Albums Chart (Wallonia) | 14             |
| Czech Republic Albums Chart     | 7              |
| Dutch Albums Chart              | 68             |
| European Top 100 Albums         | 64             |
| French Albums Chart             | 9              |
| Hungarian Albums Chart          | 19             |
| Mexican Albums Chart            | 54             |
| Polish Albums Chart             | 28             |
| Portugal Album Charts           | 27             |
| Russian Albums Chart            | 16             |
| Scottish Albums Charts          | 39             |
| Spanish Albums Chart            | 77             |
| Swiss Albums Chart              | 57             |
| UK Albums Chart                 | 32             |
| UK Dance Albums Chart           | 1              |
| UK Download Albums Chart        | 9              |

| País    | Certificação |
| ------- | ------------ |
| França  | Platinum     |
| Holanda | Gold         |
| Romênia | Gold         |

| Parada (2010)         | Posição |
| --------------------- | ------- |
| French Albums Chart   | 108*    |
| Romanian Albums Chart | 8       |

| Parada              | Posição |
| ------------------- | ------- |
| French Albums Chart | 613     |